# Ngga Pulu
Ngga Pulu är en bergstopp i Indonesien.   Den ligger i provinsen Papua, i den östra delen av landet, 3 400 km öster om huvudstaden Jakarta. Toppen på Ngga Pulu är 4 788 meter över havet, eller 122 meter över den omgivande terrängen. Bredden vid basen är 1,4 km.
Terrängen runt Ngga Pulu är bergig åt sydväst, men åt nordost är den kuperad.Runt Ngga Pulu är det mycket glesbefolkat, med 2 invånare per kvadratkilometer. Det finns inga samhällen i närheten. I omgivningarna runt Ngga Pulu växer i huvudsak städsegrön lövskog.